# Göriach, Lurnsko polje
Göriach je naselje v Občini Lurnsko polje v Okraju Špital ob Dravi  na Koroškem v Avstriji.